# Encephalartos munchii
Encephalartos munchii R.A.Dyer & I.Verd., 1969 è una pianta appartenente alla famiglia delle Zamiaceae, endemica del Mozambico.

## Descrizione
È una cicade a portamento arborescente, con fusto eretto, alto sino a 1 m e con diametro di 30 cm, talora con fusti secondari che si originano da polloni basali.

Le foglie, pennate, disposte a corona all'apice del fusto, sono lunghe 1-1,3 m, sorrette da un picciolo lungo 15–20 cm, e composte da numerose paia di foglioline lanceolate, coriacee, di colore verde glauco, lunghe 15–20 cm, con margine spinoso e apice pungente.

È una specie dioica, con esemplari maschili che presentano da 1 a 6 coni sub-cilindrici, eretti, lunghi 40–65 cm e larghi 7–9 cm, di colore verde giada, ed esemplari femminili con coni cilindrico-ovoidali, generalmente solitari, lunghi 30–50 cm e larghi 16–20 cm, di colore dal verde glauco al verde giada.

I semi sono grossolanamente ovoidali, lunghi 2,5-3,5 cm, ricoperti da un tegumento rosso scarlatto.

## Distribuzione e habitat
L'areale di E. munchii è ristretto al monte Zembe, un rilievo montuoso del Mozambico centro-occidentale, ubicato circa 20 km a sud di Chimoio.
Cresce su suolo granitico ad una altitudine di 1.000-1.100 m s.l.m.

## Conservazione
A causa di un areale estremamente ristretto e di una popolazione attuale di meno di 100 esemplari, la IUCN Red List classifica E. munchii come specie in pericolo critico di estinzione (Critically Endangered).

La specie è inserita nella Appendice I della Convention on International Trade of Endangered Species (CITES)